# Enizemum formosense
Enizemum formosense är en stekelart som beskrevs av Tohru Uchida 1957. Enizemum formosense ingår i släktet Enizemum och familjen brokparasitsteklar. Inga underarter finns listade i Catalogue of Life.